# Safiya Burkhanova
Safiya Burkhanova (1º dicembre 1989) è un'atleta paralimpica uzbeka ipovedente appartenente alla categoria F12 specializzata nel getto del peso e nel lancio del disco.

## Biografia
Allenata dal marito Grigoriy Kamulya, iniziò a praticare l'atletica leggera nel 2002 a Tashkent, città in cui risiede. Nel 2016 ha preso parte ai Giochi paralimpici di Rio de Janeiro, dove conquistò la medaglia d'argento nel getto del peso F12. L'anno successivo portò a casa altre due medaglie d'argento, nel getto del peso e nel lancio del disco F12, ai campionati del mondo di atletica leggera paralimpica di Londra.
Nel 2018 fu medaglia d'oro nel getto del peso F12 ai Giochi para-asiatici di Giacarta, dove riuscì a conquistare anche l'argento nel lancio del disco F12. Ai mondiali paralimpici di Dubai 2019 fece registrare il record dei campionati per la categoria F12 nel getto del peso, classificandosi al secondo posto (il titolo mondiale fu vinto da Assunta Legnante, appartenente alla categoria F11).
Nel 2021 prese parte ai Giochi paralimpici di Tokyo, laureandosi campionessa paralimpica nel getto del peso F12.

## Palmarès
| Anno | Manifestazione       | Sede           | Evento                | Risultato | Prestazione | Note                  |
| ---- | -------------------- | -------------- | --------------------- | --------- | ----------- | --------------------- |
| 2016 | Giochi paralimpici   | Rio de Janeiro | Getto del peso F12    | Argento   | 15,05 m     |                       |
| 2017 | Mondiali paralimpici | Londra         | Getto del peso F12    | Argento   | 14,76 m     | Record dei campionati |
| 2017 | Mondiali paralimpici | Londra         | Lancio del disco F12  | Argento   | 38,17 m     |                       |
| 2018 | Giochi para-asiatici | Giacarta       | Getto del peso F11/12 | Oro       | 14,59 m     |                       |
| 2018 | Giochi para-asiatici | Giacarta       | Lancio del disco F12  | Argento   | 38,42 m     |                       |
| 2019 | Mondiali paralimpici | Dubai          | Getto del peso F12    | Argento   | 14,97 m     | Record dei campionati |
| 2021 | Giochi paralimpici   | Tokyo          | Getto del peso F12    | Oro       | 14,78 m     |                       |
| 2023 | Mondiali paralimpici | Parigi         | Getto del peso F12    | Argento   | 13,72 m     |                       |
| 2024 | Mondiali paralimpici | Kōbe           | Getto del peso F12    | Oro       | 13,05 m     |                       |
| 2024 | Giochi paralimpici   | Parigi         | Getto del peso F12    | Argento   | 14,12 m     |                       |